# Daniel Sauvageau
Pour les articles homonymes, voir Sauvageau.
Vous pouvez aider à l'améliorer ou bien discuter des problèmes sur sa page de discussion.
- Il ne cite pas suffisamment ses sources. Vous pouvez indiquer les passages à sourcer avec {{référence nécessaire}} ou {{Référence souhaitée}}, et inclure les références utiles en les liant aux notes de bas de page. (Marqué depuis janvier 2016)
- Sa forme n’est pas encyclopédique et ressemble trop à un curriculum vitæ. Modifiez le texte pour aider à le transformer en article neutre. (Marqué depuis janvier 2016)

- Archive Wikiwix
- Bing
- Cairn
- DuckDuckGo
- E. Universalis
- Gallica
- Google
- G. Books
- G. News
- G. Scholar
- Persée
- Qwant
- (zh) Baidu
- (ru) Yandex
- (wd) trouver des œuvres sur Wikidata

Daniel Sauvageau est un illustrateur québécois né à Montréal. Illustrateur multi-disciplinaire il est principalement dessinateur humoristique et créateur de personnages.

## Biographie
Ayant passé sa jeunesse à pratiquer différents styles et médiums il étudie le graphisme publicitaire au Collège Ahuntsic et exerce cette profession jusqu'en 1995. Ennuyé de faire plus de montages publicitaires que d'illustrations il s'associe en 1996 avec le développeur Synapse Multimédia pour la création illustrée d'une série de jeux multimédia ludo-éducatif. Il crée le personnage Plumo ainsi que tout le visuel de la collection comprenant quatre titres, lançant officiellement sa carrière d'illustrateur indépendant. En 2000 il obtient le mandat de créer une bande dessinée hebdomadaire pour le portail financier Quicken afin d'y apporter une touche humoristique, il en ressortira 72 comic strip de trois cases ayant pour titre principal Compte en Bande. Son style particulièrement coloré attire l'attention de l'actrice islandaise Bergljót Arnalds qui l'approche pour une série de contes pour enfants, il crée alors le personnage Gralli Gormur qui connaîtra un succès en Islande. 2006 marquera le début une longue collaboration avec le magazine Bien Grandir devenu Naître et Grandir, produit par la Fondation Chagnon, couvrant ses pages centrales d’activités ludo-éducatives.

## Style et création
À travers les différents styles pratiqués il décide de diffuser dès le début de sa carrière une forme d'illustration très colorée par son désir de rendre une expression vivante, principalement pour l'illustration jeunesse. La création commence toujours sur papier et se termine à l'écran, le plus souvent sous forme d'image vectorielle avec une ligne claire ou selon ce que commande le résultat final. Outre le domaine de l'édition, les illustrations réalisées couvrent un large éventail de sujets et en particulier la caricature, la bande dessinée, le dessin éditorial, les capsules humoristiques, les mascottes, les jeux illustrés, le dessin de présentation, de mode d'emploi, technique et scientifique.

## Œuvres Récompensées
- Silver Award at the Nursery World Equipment Awards pour Plumo
- Best Bet Toy Award 2001 (Conseil Canadien des jouets) pour Plumo on the Farm
- Eddie Awards pour Plumo on the Farm
- Best Educational Software Awards pour Plumo at the Park
- Parents Choice Approvied Award pour Plumo at the Park